# Willie Wilson (Musiker)
Willie „Silly Willie“ Wilson (* 1932 oder 1933; † 1961) war ein US-amerikanischer Jazzposaunist des Hardbop.

## Leben und Wirken
Wilson, der aus Atlanta stammte, spielte zu Beginn seiner Musikerkarriere in der Dizzy Gillespie Big Band (ohne dass dabei Aufnahmen entstanden), 1954 gehörte er dem Buddy Griffin Orchestra an, mit dem er in Chicago für Chess Records aufnahm („Please Come Back to Me“).
Wilsons einzige Aufnahmesession unter eigenem Namen für das Jazzline-Label  fand am 2. August 1961 statt, als er in New York City eine Studioband mit Freddie Hubbard, Pepper Adams, Duke Pearson, Thomas Howard (Bass) und Lex Humphries leitete; dabei nahm er mehrere Jazzkompositionen (darunter den von ihm geschriebenen „Blues for Alvena“) und die Standards The Nearness of You (Carmichael/Washington) und Time After Time (Styne/Cahn) auf. Wilson starb noch im selben Jahr im Alter von 28 Jahren; im ärztlichen Bericht wird „versehentliches Verschlucken einer hoch konzentrierten Schmierseife“ als Todesursache angegeben. Das Material der Jazzline-Session erschien nach Wilsons Tod unter dem Namen Hubbards 1966 in den Niederlanden bei Fontana (Groovy!) bzw. unter dem Namen Pearsons (Dedication!) im Jahr 1970 bei Prestige Records.